# Atominterferometer
Ein Atominterferometer ist ein Präzisionsmessgerät, das die Interferenz von Materiewellen nutzt, um genaue Messungen von Beschleunigung, Rotation oder Gravitationsfeldern durchzuführen. Mit Atominterferometern lassen sich fundamentale Konstanten wie die Gravitationskonstante mit hoher Genauigkeit bestimmen, möglicherweise aber auch Phänomene wie Gravitationswellen untersuchen.

## Überblick
Die Interferometrie beruht auf den Eigenschaften von Wellen, sich zu überlagern. Wie Louis de Broglie in seiner Dissertation postulierte, können sich Teilchen, also auch Atome, wie Wellen verhalten (sogenannter Welle-Teilchen-Dualismus) – dies ist ein zentrales Prinzip der Quantenmechanik. Für Experimente, die eine sehr hohe Genauigkeit erfordern, werden zunehmend Atominterferometer eingesetzt, da Atome der Masse M und der Geschwindigkeit v einen hohen Impuls p = M·v und eine sehr kleine De-Broglie-Wellenlänge
{\displaystyle \lambda _{\text{dB}}={\frac {h}{p}}}
haben, wobei h = 6,626·10−34 Js die Planck-Konstante ist. Natriumatome mit der Masse von M = 23 · 1,66054·10−27 kg = 3,81924·10−26 kg und einer Atomstrahlgeschwindigkeit von v = 1.000 m/s, nach adiabatischer Expansion, haben eine Materiewellenlänge von 17 pm.
In einigen Experimenten werden sogar Moleküle verwendet, um noch kleinere Wellenlängen zu erreichen und die Grenzen der Gültigkeit der Quantenmechanik auszuloten. In vielen Experimenten mit Atomen sind die Rollen von Materie und Licht im Vergleich zu Laser-basierten Interferometern vertauscht; statt Licht interferiert Materie. Die Quantenzustände der interferierenden Atome werden mit Laserstrahlung kontrolliert. Die Wirkung dieser Laserstrahlen entspricht z. B. der von Spiegeln und Strahlteilern in einem optischen Interferometer.
Die de-Broglie-Wellenlänge von Neutronen ist ebenfalls kurz. Im Gegensatz zu Atomen können Neutronen jedoch Kristalle durchdringen und werden an den dicht benachbarten Kristallebenen gebeugt. Auch Elektronen werden in Kristallen gebeugt, und ihre wellenartigen Eigenschaften wurden schon vor langer Zeit von Davison und Germer in ihrem berühmten Experiment zur Bestätigung des Teilchen-Welle-Dualismus in der Quantenmechanik nachgewiesen.

## Interferometertypen für Atome
Die Verwendung von Atomen ermöglicht höhere Frequenzen (und damit Genauigkeiten) als mit Licht, allerdings sind die Atome auch stärker der Schwerkraft ausgesetzt. In einigen Apparaturen werden die Atome nach oben geschleudert und die Interferometrie findet statt, während sich die Atome im Flug oder im freien Fall befinden. In anderen Experimenten werden zusätzliche Kräfte angewendet, um die Gravitationskräfte zu kompensieren. Diese geführten Systeme erlauben im Prinzip unbegrenzte Messzeiten, ihre Kohärenz wird jedoch noch diskutiert. Neuere theoretische Untersuchungen deuten darauf hin, dass die Kohärenz in geführten Systemen erhalten bleibt, dies muss aber noch experimentell bestätigt werden.
Der Aufbau eines Atominterferometers ist anspruchsvoll, da Atome im Gegensatz zu Elektronen keine Ladung tragen und nicht wie Neutronen in kondensierte Materie eindringen können. Daher sind innovative Techniken erforderlich, um kohärente Strahlteiler für atomare Materiewellen zu entwickeln. Die ersten Atominterferometer verwendeten Schlitze oder Drähte als Strahlteiler und Spiegel. Spätere Systeme, insbesondere geführte Systeme, nutzten Lichtkräfte, um die Materiewelle aufzuteilen und zu reflektieren.

### Youngscher Doppelspaltversuch mit Atomen
Das Youngsche Doppelspaltexperiment ist die wohl einfachste Anordnung, in der Atome zwei räumlich getrennte Bahnen durchlaufen. Es ist das quantenmechanische Analogon zum Doppelspaltinterferometer der klassischen Optik. Letzteres beschreibt das Interferenzmuster von Licht, das durch zwei schmale Spalte auf einem dahinter angeordneten Schirm erzeugt wird.

Youngscher Doppelspaltversuch (schematisch)

Materiewellen der Wellenlänge λdB können ebenfalls interferieren. Die Intensität {\displaystyle I(\alpha ')} auf dem Schirm in Abhängigkeit vom Winkel {\displaystyle \alpha '} (Winkel zur Mittelsenkrechten) kann durch die Youngsche Doppelspaltformel beschrieben werden:
{\displaystyle I(\alpha ')=I_{0}\cos ^{2}{\textstyle {\frac {\pi g\sin \alpha '}{\lambda _{\text{dB}}}}}}
mit {\displaystyle I_{0}} als maximale Intensität auf der Achse und g als dem Abstand zwischen den beiden Spalten. Konstruktive Interferenz mit maximaler Intensität tritt auf, wenn das Argument des Kosinus ein Vielfaches von π ist. Für kleine Winkel {\displaystyle \alpha '} erwarten wir auf einem Schirm im Abstand a vom Doppelspalt Intensitätsmaxima im Abstand d von
{\displaystyle \textstyle {\frac {\pi g\sin \alpha '}{\lambda _{\text{dB}}}}\approx {\frac {\pi g\alpha '}{\lambda _{\text{dB}}}}=n\cdot \pi \quad \Rightarrow \quad \Delta d=a\cdot \Delta \alpha '={\frac {a}{g}}\lambda _{\text{dB}}}
Materiewellen interferieren, wenn sie bei A und B durch zwei je s2 = 1 μm breite Spalten laufen. Ein Youngsches Doppelspaltexperiment mit Heliumatomen bei einem Spaltabstand von g = 8 μm liefert für den Schirmabstand a = 0,64 m für die de-Broglie-Wellenlänge von λdB = 103 pm ein Δ d = 8,4  μm ± 0,8 μm und für die de-Broglie-Wellenlänge von λdB = 56 pm ein Δ d = 4,5  μm ± 0,6 μm. Die angeregten Heliumatome werden durch den Quellenspalt der Breite s1 = 2 μm in einer dünnen Goldfolie über den Winkel λdB / s1 = 5·10−5 rad durch den Spalt so gebeugt, dass der Doppelspalt im Abstand L = 0,64 m kohärent beleuchtet wird.
Das Heliumatom wurde gewählt, weil es eine geringe Masse hat, was zu einer großen de-Broglie-Wellenlänge führt. Außerdem ist Helium ein inertes Edelgas, was die Verwendung von sehr empfindlichen Transmissionsstrukturen ermöglicht. Die Erzeugung eines intensiven Heliumstrahls ist gut etabliert. Darüber hinaus sind metastabile Heliumatome leicht nachweisbar und weisen optische Übergänge im nahen Infrarot auf, was ihre Manipulation hinsichtlich innerer und äußerer Freiheitsgrade durch Laserfelder erleichtert.

### Drei-Gitter-Interferometer

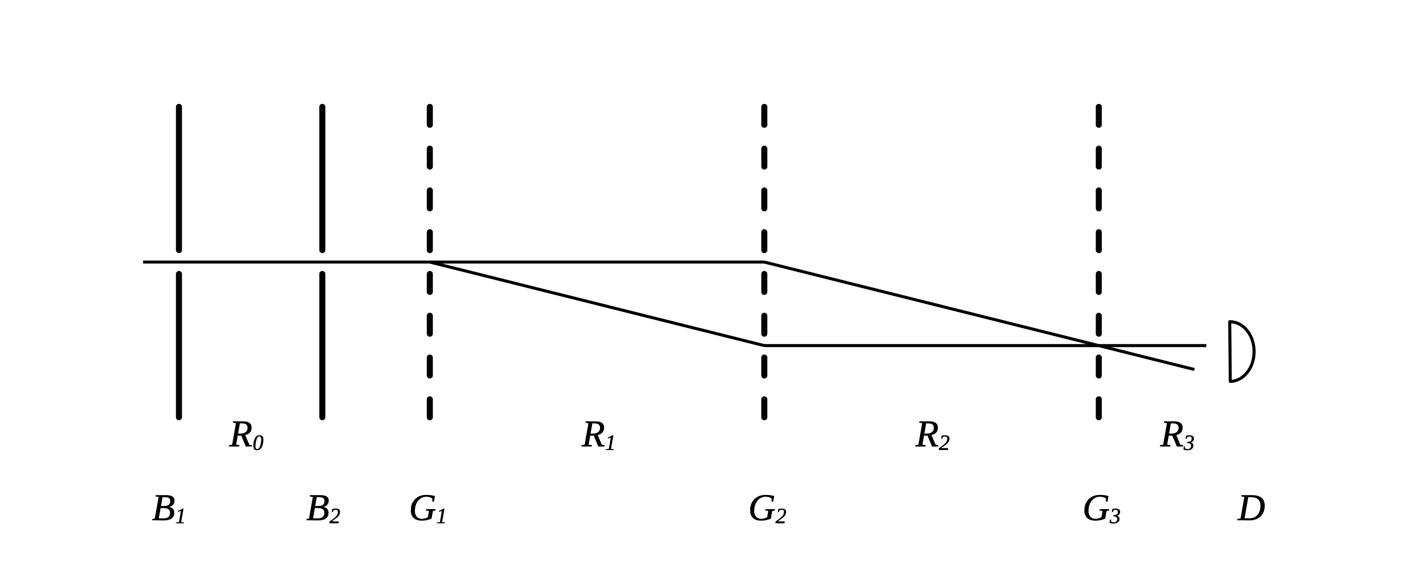
Drei-Gitter-Atominterferometer (schematisch)

Die Grundidee eines Drei-Gitter-Atominterferometers besteht darin, Atome durch eine Reihe von Gittern zu leiten und dabei ihre Eigenschaften als Materiewellen zu nutzen. In dem Experiment von Pritchard wird ein Strahl von Natriumatomen mit der Geschwindigkeit v = 103 m/s durch zwei 20-μm-Schlitze, die sich im Abstand von R0 = 0,9 m befinden, kollimiert, so dass ein streifenförmiger Strahl von 1 mm × 20 μm mit einer Divergenz von 20 μrad entsteht. Bei dieser Geschwindigkeit haben Natriumatome mit eine Materiewellenlänge von 17 pm.
Das Interferometer besteht aus drei Gittern G1, G2 und G3 mit einer Periode von 400 nm, die im Abstand von R1 = R2 = 0,66 m in einer Vakuumkammer angeordnet sind. Das erste Gitter dient als Strahlteiler und teilt die Natriumatome in zwei Teilstrahlen der nullten und ersten Beugungsordnung auf. Diese treffen auf das 140 μm breite Zwischengitter, wo sie in erster und negativer erster Ordnung gebeugt werden, so dass sie auf das dritte Gitter konvergieren. Am Zwischengitter haben die Strahlen eine Breite von 30 μm (FWHM) und einen Abstand von 27 μm. Die ersten beiden Gitter bilden ein Interferenzmuster in der Ebene des dritten Gitters, das als Maske für die Abtastung dieses Musters dient. Der Detektor, der sich R2 = 0,30 m hinter dem dritten Gitter befindet, registriert den Natrium-Atomstrom, der durch das dritte Gitter transmittiert wird. Das Bild rechts zeigt nur einen der vielen Wege, die die Atome durch das Interferometer nehmen. Der Detektor ist so weit vom dritten Gitter entfernt, dass er nur die entsprechende Interferenz detektiert.
Dieser Interferometertyp ist nahezu unempfindlich gegenüber dem Einfallswinkel und wird achromatisch durch gleiche Weglängen auf beiden Seiten des Interferometers, erzwungen durch die geringe Geschwindigkeitsbreite der Atomstrahlquellen (∆v/v ≈ 12 %).
Durch die Analyse des entstehenden Interferenzmusters auf einem Detektor kann die relative Phasenverschiebung der Materiewellen gemessen werden. Änderungen dieser Phasenverschiebung können dann für Präzisionsmessungen wie die Bestimmung von Gravitationskonstanten, Beschleunigungen oder Winkeln verwendet werden.
Im Sagnac-Interferometer interferieren zwei kohärente Lichtstrahlen der Wellenlänge λ, die gegenläufig um eine Fläche A kreisen. Rotiert die gesamte Anordnung senkrecht zur Fläche mit der Kreisfrequenz Ω, so verschieben sich die Interferenzstreifen um
{\displaystyle \Delta \varphi _{\text{opt.}}={\frac {8\pi A}{\lambda c}}\Omega }
Im Drei-Gitter-Interferometer laufen Atomstrahlen auf einer geschlossenen Bahn um eine Fläche A. Im Vergleich zu den Photonen in optischen Interferometern haben Xe-Atome in Materiewelleninterferometern mit ihrer Masse mXe = 54 · 1,66·10−27 kg = 8,96·10−26 kg eine geringere Geschwindigkeit v (relativ zum Licht) und eine kürzere Wellenlänge λdB = h/p = h / mXe · v. Damit erhöht sich die Phasenverschiebung deutlich auf
{\displaystyle \Delta \varphi _{\text{Atom}}={\frac {8\pi A}{\lambda _{\text{dB}}v}}\Omega ={\frac {8\pi Am_{\text{Xe}}v}{hv}}\Omega ={\frac {8\pi Am_{\text{Xe}}}{h}}\Omega =\Delta \varphi _{\text{opt.}}\cdot \lambda c\cdot {\frac {m_{\text{Xe}}}{h}}=2\cdot 10^{10}\cdot \Delta \varphi _{\text{opt.}}}
für Licht der Wellenlänge λ = 0,5 μm. Damit beispielsweise die Erdrotation von ΩE ≈ 7·10−5  s−1 die Interferenz um einen Streifen Δ = Δ φopt. / 2π verschiebt, benötigt man eine umschlossene Fläche von A = λ c / 4ΩE ≈ 5·105 m2. In einem Materiewelleninterferometer mit Xe-Atomen genügt für die gleiche Empfindlichkeit eine umschlossene Fläche von nur A ≈ 2,5·10−5 m2.

### Talbot-Lau-Atominterferometer

#### Talbot-Effekt

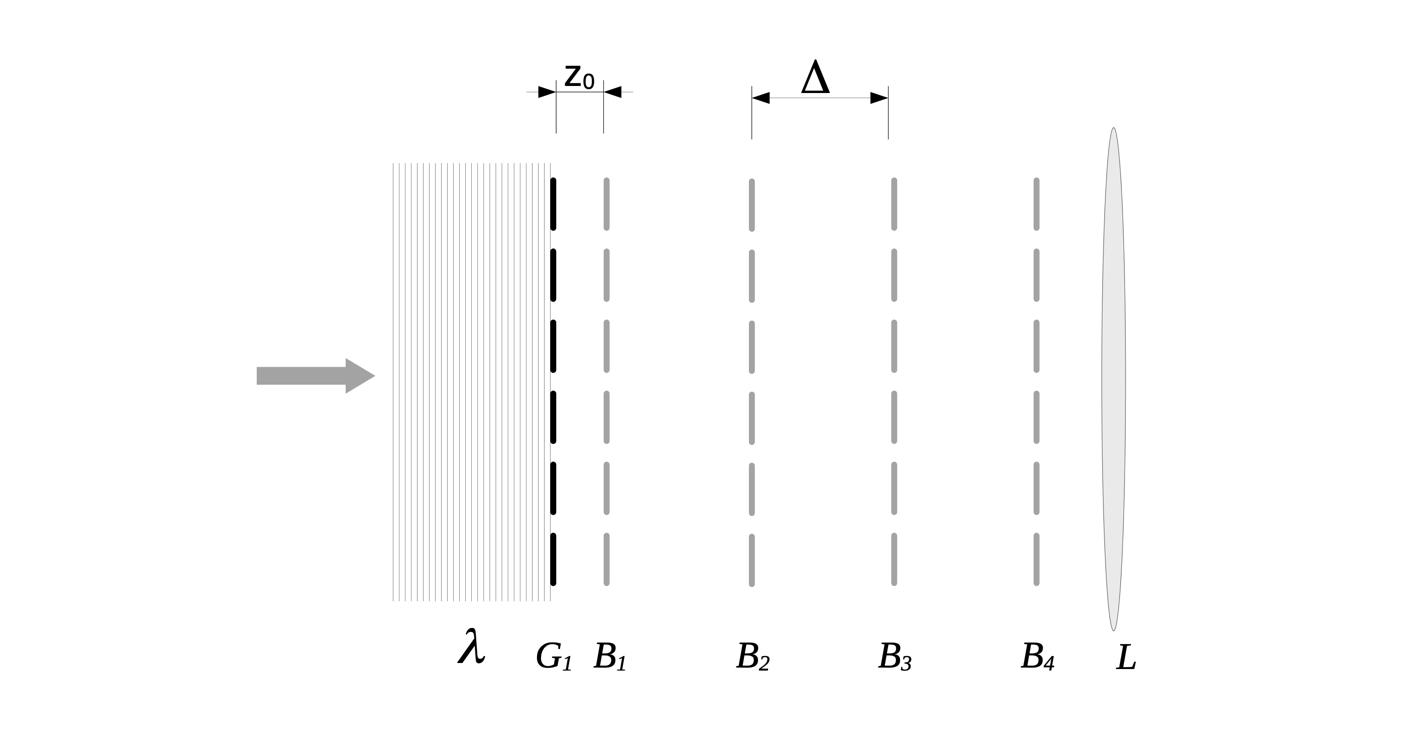
Eine kollimierte Lichtwelle trifft auf ein Gitter G_{1}. In regelmäßigen Abständen Δ stromabwärts beobachtete Talbot Bilder B_{ j} des Gitters mit einer Lupe L.

Im Jahre 1836 beleuchtete William Talbot ein Gitter mit der Gitterperiode d mit einer annähernd ebenen Welle, die von einer Lichtquelle in einer Entfernung von 3 bis 6 m ausging. Mit einer Lupe beobachtete er das Licht hinter dem Gitter. Bewegte er die Lupe weiter vom Gitter weg, sah er in regelmäßigen Abständen rote und grüne Streifen als Abbild des Gitters, dann gelbe und blaue Streifen, dann wieder rote und grüne Streifen und so weiter. Obwohl sich das Gitter weit außerhalb des Brennpunktes der Lupe befand, war das Aussehen der Streifen vollkommen klar und scharf umrissen. So entstanden im Nahfeld in regelmäßigen Abständen Selbstbilder des Strichgitters.
Im Jahre 1881 zeigte Lord Rayleigh, dass ein Gitter mit einer Periode von d = 0,279 mm, das mit einer ebenen Welle der Wellenlänge λrot = 640 nm beleuchtet wird, bereits ab einem Abstand von z0 = 4,45 cm vom Gitter in regelmäßigen Abständen von Δrot = 12,2 cm immer wieder identische Bilder des Gitters erzeugt. Für grünes Licht der Wellenlänge λgrün = 559 nm sind die entsprechenden Werte z0 = 3,18 cm und Δgrün = 14 cm. Die Intervalle verhalten sich wie Δ = d 2 / λ. Die Fresnel-Länge ist r F = {\displaystyle {\sqrt {\lambda z}}={\sqrt {\lambda \cdot j\Delta }}={\sqrt {j}}} · d. Für ein Gitter mit der Breite n · d ist n · d >> {\displaystyle {\sqrt {j}}} · d = r F. Man befindet sich im Bereich der Fresnelschen-Beugung und die Krümmung der Wellenfronten kann nicht mehr vernachlässigt werden.

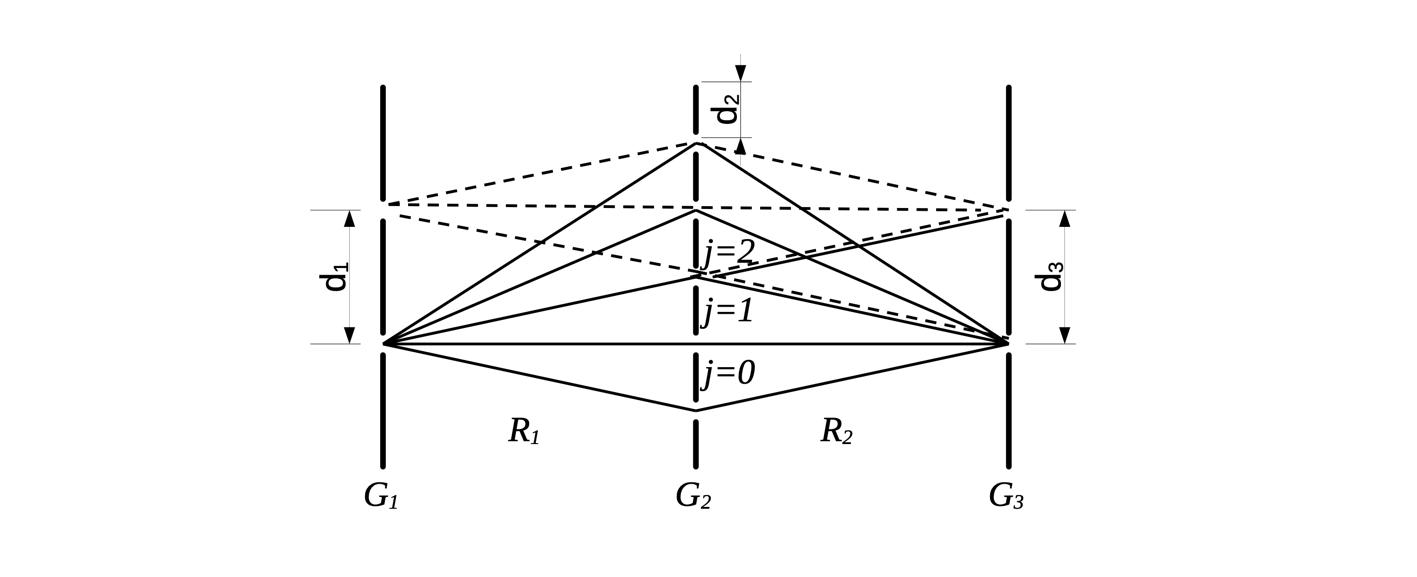
Phasenverschiebungen beim Talbot-Effekt

Betrachtet man daher die Phasenverschiebung zwischen den Pfaden vom ersten Gitter über das mittlere Gitter zum dritten Gitter, wie in der Abbildung rechts dargestellt
{\displaystyle {\begin{aligned}L&=\Delta ={\sqrt {R_{1}^{2}+(j+1)^{2}d_{2}^{2}}}+{\sqrt {R_{2}^{2}+(j+1)^{2}d_{2}^{2}}}-{\sqrt {R_{1}^{2}+j^{2}d_{2}^{2}}}-{\sqrt {R_{2}^{2}+j^{2}d_{2}^{2}}}\\&\approx \textstyle {\frac {(j+1)^{2}d_{2}^{2}}{2R_{1}}}-{\frac {j^{2}d_{2}^{2}}{2R_{1}}}+{\frac {(j+1)^{2}d_{2}^{2}}{2R_{2}}}-{\frac {j^{2}d_{2}^{2}}{2R_{2}}}=\left({\frac {1}{R_{1}}}+{\frac {1}{R_{2}}}\right){\frac {(2j+1)d_{2}^{2}}{2}}={\frac {2j+1}{2}}\lambda _{\text{TR}}\end{aligned}}}
mit der reduzierten Länge des Interferometers ρ = R1R2 / (R1 + R2) und der Talbot-Rayleigh-Wellenlänge λTR = d22 / ρ. Ist diese Phasendifferenz ein Vielfaches der Lichtwellenlänge Δ = n · λ, so addieren sich die Intensitäten von einer zeitlich inkohärenten Quelle.

#### Lau-Effekt

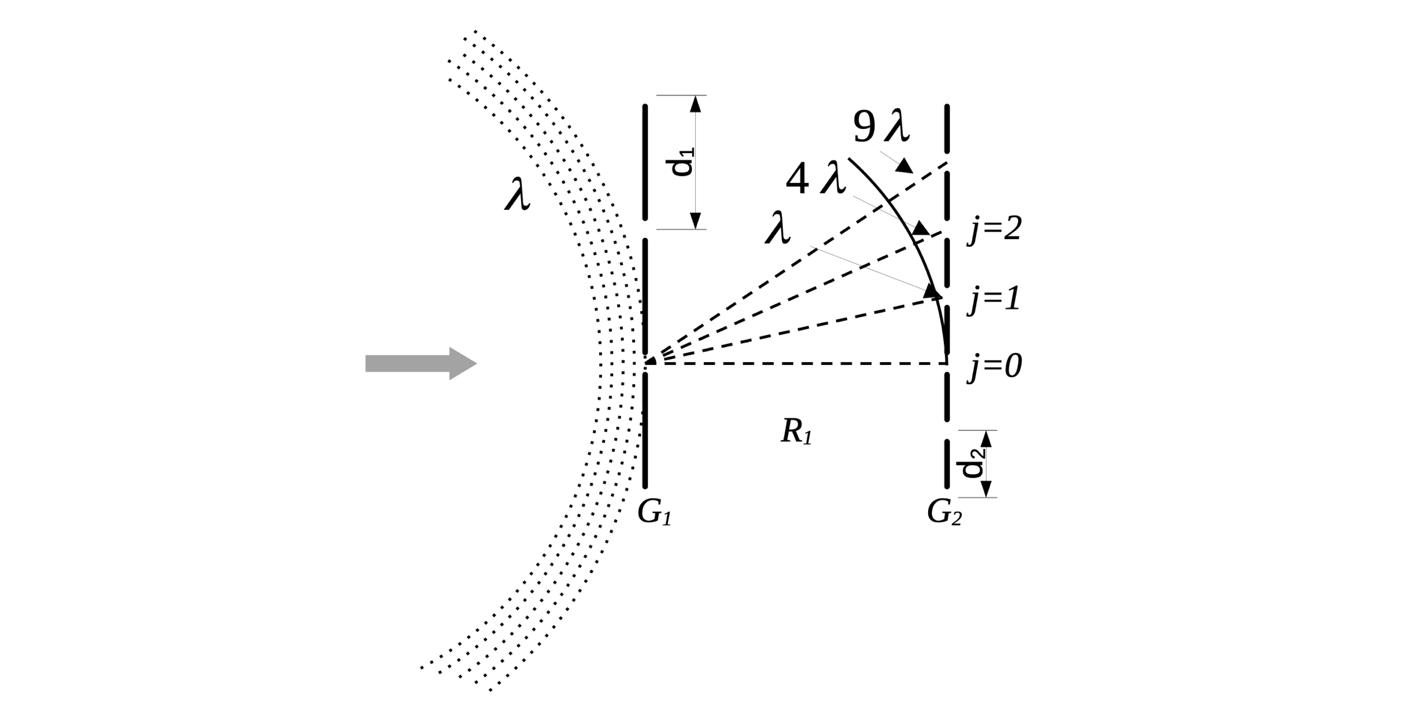
Phasenverschiebungen beim Lau Effekt

Bei einer ausgedehnten, räumlich inkohärenten Lichtquelle verschwimmen die Selbstbilder. Im Falle einer solchen räumlich inkohärenten Quelle hat Ernst Lau ein zusätzliches Gitter vor das erste gesetzt und so ein Bild des ersten Gitters hinter dem zweiten erzeugt, wenn die Gitterabstände ein ganzzahliges Vielfaches einer charakteristischen Länge sind. Für den Gangunterschied vom Gitter G1  zu den Spalten j = 0 und j = 1 gilt
{\displaystyle {\sqrt {R_{1}^{2}+d_{2}^{2}}}-R_{1}\approx \textstyle {\frac {d^{2}}{2R_{1}}}=1\cdot \lambda \quad \Rightarrow \quad R_{1}={\frac {d_{2}^{2}}{2\lambda }}}
Wählt man für die charakteristische Länge R1, so sind die Gangunterschiede der Strahlen, die sowohl das erste als auch das zweite Gitter passieren, Vielfache der Wellenlänge λ, wie in der Abbildung rechts dargestellt. Für diesen Abstand R1 ergibt sich dann für j = 0 und j = n die Gangdifferenz
{\displaystyle {\sqrt {R_{1}^{2}+n^{2}d_{2}^{2}}}-R_{1}\approx \textstyle {\frac {n^{2}d_{2}^{2}}{2R_{1}}}={\frac {n^{2}d_{2}^{2}2\lambda }{2d_{2}^{2}}}=n^{2}\cdot \lambda }
Die vom Gitter G1 ausgehende Welle erzeugt an den Spalten j = 0, j = 1, . . . des zweiten Gitters G2 Sekundärlichtquellen. Diese sekundären Lichtquellen strahlen mit gleichen Phasen ab, da sich die Weglängen um ganzzahlige Vielfache von λ unterscheiden, wenn der Gitterabstand R1 = d22 / 2 λ ist.
Beim Lau-Effekt dient das erste Gitter als Anordnung kleiner, aber inkohärent divergierender Lichtquellen. Die Nahfeldbeugung des zweiten Gitters führt dann zur Auslöschung der Schatteneffekte. Im Abstand R2 vom zweiten Gitter tritt die räumliche Intensitätsstruktur wieder hervor. Die linsenfreie Abbildung durch den Talbot- und den Lau-Effekt tritt nur bei nicht verschwindender Krümmung der Wellenfront auf.

#### Atominterferometer zum Talbot-Lau-Effekt

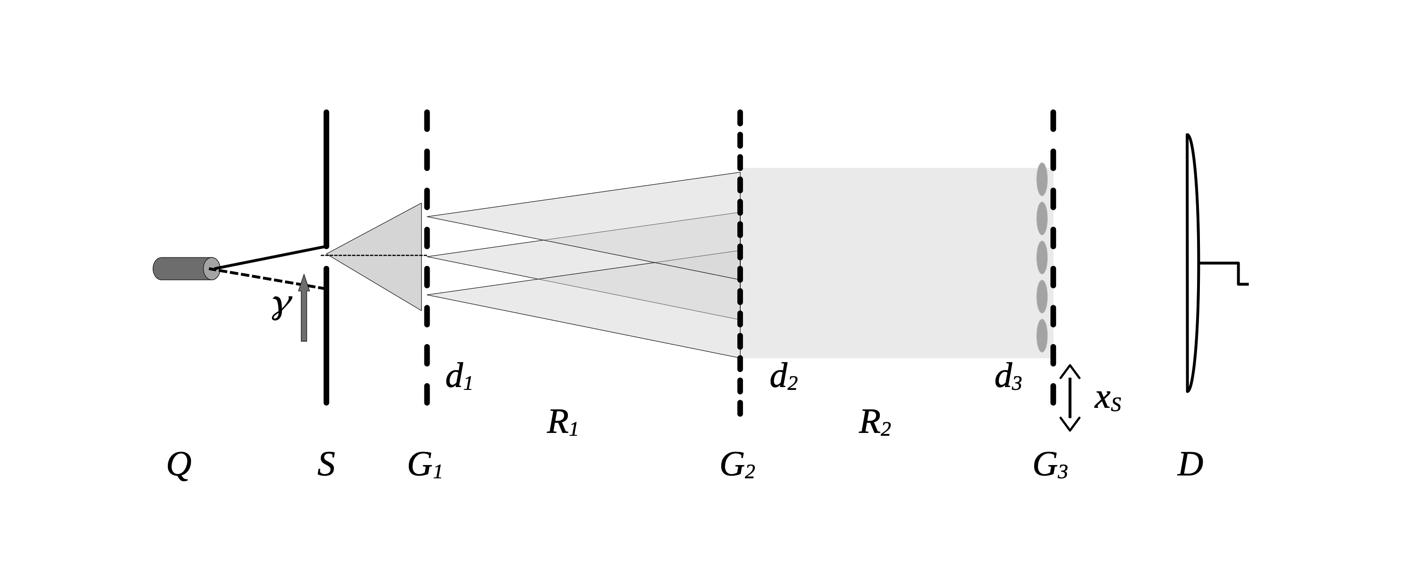
Atominterferometer mittels Talbot und Lau Effekt im Fresnelscher Nahfeldbeugung

Interferenzstreifen des Talbot-Lau-Effekts treten auch bei Materiewellen auf. Bei geeigneter Wahl der Gitterperioden d1, d2 und d3 sowie der Abstände R1 und R2 addieren sich die Talbot-Muster der einzelnen Schlitze konstruktiv. Die Detektion erfolgt ohne ortsauflösenden Detektor durch Überlagerung eines dritten Gitters, dessen Periode d3 der des Dichtemusters entspricht, und Messung des Gesamtflusses durch dieses Gitter als Funktion seiner transversalen Position xS. Ein ausgeprägtes Dichtemuster ergibt sich beispielsweise für d1 = d2 = 2 · d2 und R1 = R2.
Das Drei-Gitter-Interferometer von John Clauser verwendet die Gitterperioden d1 = d3 = 16,2 μm, d2 = 8,1 μm bei gleichen Gitterabständen R1 = R2 = 46,2 cm. Die Quelle Q ist gegenüber der Achse des Interferometers verschoben. Kalte, langsame Atome mit geeigneter Geschwindigkeit werden mit Hilfe von Laserlicht aus dem thermischen Ausgangsstrahl auf die Interferometerachse abgelenkt. Der inkohärente Atomstrahl aus Kaliumteilchen tritt durch das erste Gitter in das Talbot-Lau-Interferometer ein. Das erste Gitter bildet eine Reihe von Kollimationsschlitzen mit der Periode d1, die nach einem Abstand R1 die transversale Kohärenz erzeugen, die für die Beugung am zweiten Gitter erforderlich ist. Die verschiedenen Beugungsordnungen überlagern sich weiter stromabwärts zu einem Streifenmuster, das genau die Struktur des ersten Gitters wiedergibt. Ein drittes Gitter G3 mit der gleichen Gitterperiode, wie G1 führt zu periodischen Helligkeitsänderungen in einem Detektor D, wenn G3 um xS transversal verschoben wird.
Das Streifenmuster wird durch verschiedene Resonanzen erzeugt. Eine Resonanz für die m-te Harmonische tritt bei {\displaystyle \lambda _{\text{dB}}/\lambda _{\text{TR}}=} n / m auf, wenn m und n näherungsweise kleine ganze Zahlen sind. Bei einer Geschwindigkeit von v = 182 m/sec haben die Kaliumatome eine de-Broglie-Wellenlänge von {\displaystyle \lambda _{\text{dB}}=h/m_{K}v} = 56 pm. Mit der reduzierten Länge des Interferometers von {\displaystyle \rho } = R1 R2/(R1 + R2) = 23,1 cm ist die Talbot-Rayleigh Wellenlänge des Interferometers {\displaystyle \lambda _{\text{TR}}=d_{2}^{2}/\rho } = 284 pm. Für diese Geometrie ist die entsprechende resonante Wellenlänge {\displaystyle \lambda _{\text{TR}}\approx (m/n)\lambda _{\text{dB}}\approx 5\cdot \lambda _{\text{dB}}}.
Die in einem Talbot-Lau-Interferometer beobachteten Intensitätsschwankungen sind kein strahlenoptisches Phänomen. Die Atomstrahlen werden nicht aufgespalten. Sie entstehen durch Interferenz der Wellen entlang der abgebildeten Mehrfachpfade. Ein Beweis dafür ist, dass {\displaystyle R_{1}=d_{1}^{2}/\lambda _{\text{dB}}} von {\displaystyle \lambda _{\text{dB}}} abhängt und daher für optimalen Kontrast eine ziemlich monochromatische Geschwindigkeitsverteilung erforderlich ist.
Das Talbot-Lau-Atominterferometer hat gegenüber der Atomstrahlinterferometrie zwei wesentliche Vorteile. Erstens erfordert die Atomstrahl-Interferometrie eine enge Kollimation des Eingangsstrahls, um die Überlagerung von Beugungsordnungen zu vermeiden. Die Talbot-Lau-Interferometrie erlaubt aufgrund des Lau-Effekts einen sehr großen Raumwinkel des Strahls und benötigt keine Linsen zur Abbildung! Außerdem skaliert die benötigte Beugungsgitterperiode {\displaystyle d_{1}\sim {\sqrt {\lambda _{\text{dB}}}}} nicht linear, sondern mit der Quadratwurzel der de-Broglie-Wellenlänge {\displaystyle \lambda _{\text{dB}}}.

### Beugung von Atomen durch Licht
Ein Atominterferometer mit stehenden Lichtwellen besteht in der Regel aus drei Hauptkomponenten: einer Quelle von Atomen mit Blenden zur Strahlformung, Phasengittern aus Laserstrahlen zur Manipulation der Atom-de-Broglie-Wellen und einem Detektor mit Blende zur Messung des Interferenzmusters. Im Atominterferometer von Rasel, Oberthaler, Batelaan, Schmiedmayer und Zeilinger beugt ein Phasengitter aus stehenden Lichtquellen die Materiewellen der metastabilen Ar*-Atome. Im Vergleich zu Interferometern für Licht sind die Rollen beim Atominterferometer mit stehenden Lichtwellen genau umgekehrt. Statt dass ein Lichtstrahl auf ein Materialgitter trifft, beleuchtet eine Materiewelle ein Lichtgitter.

#### Quelle des Atominterferometers mit stehenden Lichtwellen

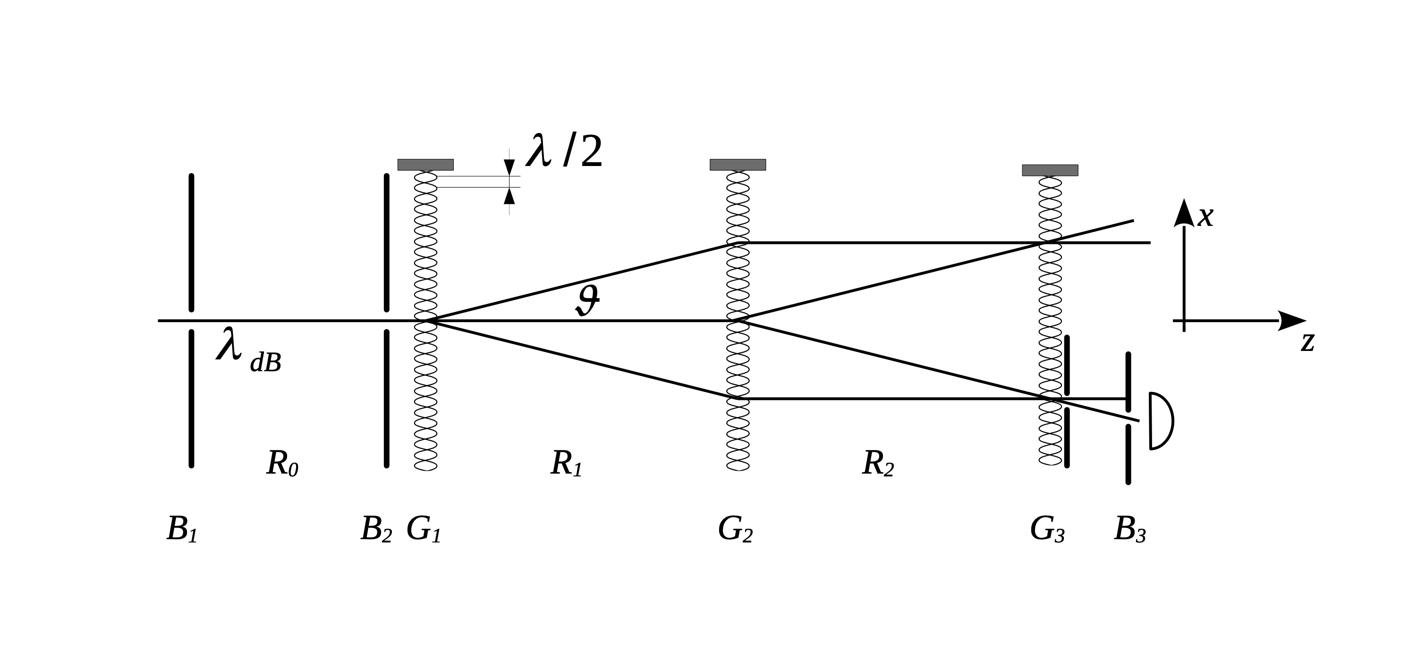
Beugung von Atomen durch Licht

Die Quelle liefert metastabile 40Ar*-Atome mit der wahrscheinlichsten Geschwindigkeit v = {\displaystyle {\sqrt {2k_{\text{B}}T/m}}} = 850 m/s. Das entspricht einer de-Broglie-Wellenlänge von {\displaystyle \lambda _{\text{dB}}=h/mv={\text{0,12 }}\mathrm {\AA} }. Zwei Blenden mit Schlitzweite von 5 μm im Abstand von R0 = 85 cm kollimieren den Strahl und schaffen eine Winkeldivergenz von 5 μm / 85 cm = 6 μrad und somit eine ausreichende räumliche Kohärenz.

#### Aufspaltung der Materiewellen
Die entlang der z-Achse einfallenden Atome mit dem Materiewellenpaket {\displaystyle \psi (x,y,z)} werden durch stehende Laserwellen manipuliert, deren Wellenvektor {\displaystyle {\vec {k}}} parallel zur x-Achse verläuft. Sie wechselwirken mit dem zeitabhängigen periodischen Potential
{\displaystyle V({\vec {r}},t)=\textstyle {\frac {1}{2}}\alpha (\omega )|{\vec {E}}({\vec {r}},t)|^{2}}
mit der frequenzabhängigen elektrischen Polarisierbarkeit {\displaystyle \alpha (\omega )} des Atoms und dem elektrischen Feld {\displaystyle {\vec {E}}({\vec {r}},t)={\vec {E}}_{0}(z)\cos(kz)\cos(\omega t)} der stehenden Welle. Dies führt zu einer zeitlichen und räumlichen Modulation der Gesamtenergie des Atoms. Auf einer bestimmten Bahn durch eine stehende Lichtwelle mittelt das Atom die schnelle Zeitmodulation und erfährt eine Phasenverschiebung von {\displaystyle \delta \varphi (x)=\varphi _{0}\cos ^{2}(kx)=\textstyle {\frac {1}{2}}\varphi _{0}[1+\cos(2kx)]\sim \sin(2kx).} Das Materiewellenpaket des Atoms {\displaystyle \psi (x,y,z){\text{e}}^{{\text{i}}\delta \varphi (x)}} weist eine räumliche Phasenmodulation auf, wie sie dem Durchgang durch ein sinusförmiges Phasengitter mit der Periode {\displaystyle \lambda /2} und der maximalen Amplitude {\displaystyle \varphi _{0}} entspricht.
Die Polarisierbarkeit {\displaystyle \alpha (\omega )} und damit die Wechselwirkung der Ar*-Atome ist in der Nähe des Zwei-Niveau-System-Übergangs bei der Wellenlänge {\displaystyle \lambda } = 811 nm mit Pumpübergängen von 801 und 795 nm besonders hoch. Ein Phasengitter mit einem Abstand der Wellenbäuche der stehenden Lichtwelle von d = {\displaystyle \lambda /2} = 405 nm beugt Materiewellen der Wellenlänge {\displaystyle \lambda _{\text{dB}}={\text{0,12 }}\mathrm {\AA} } unter Winkeln {\displaystyle \vartheta _{n}}, die durch die Bedingung
{\displaystyle d\sin \vartheta _{n}=n\lambda _{\text{dB}}\quad n\in \mathbb {Z} \quad {\text{mit }}\sin \vartheta _{1}\approx \vartheta _{1}=\lambda _{\text{dB}}/d=2\lambda _{\text{dB}}/\lambda =30\,\mu {\text{rad}}}
erfüllt sind. Durch die Strahlteilung wird der innere Zustand des Atoms nicht verändert, da die Wellenlänge der stehenden Lichtwellen des Phasengitters um ein Vielfaches größer ist als die natürliche Linienbreite des optischen Übergangs. Die Materiewellen durchlaufen 6 μm / 405 nm = 15 Wellenbäuche des ersten Lasergitters bei einer Laserwellenlänge {\displaystyle \lambda } = 810 nm. Damit ist die Beugung nullter und erster Ordnung klar getrennt.

#### Wellenausbreitung und Phasenakkumulation
Im Atominterferometer werden die einfallenden Atome an der ersten stehenden Lichtwelle gebeugt. Eine kohärente Überlagerung von Strahlen hauptsächlich nullter und erster Ordnung entsteht. Im Experiment wurde ein {\displaystyle \vartheta _{1}} = 32 μrad zwischen dem Winkel der nullten und ersten Beugung erreicht. Der vom Gitter G1 gebeugte Strahl trifft das Gitter G2 im Abstand von R1 = 25 cm bei x2 = 8 μm, was die Strahlbreite von 5 μm übersteigt. Damit ist der Atomstrahl so gebündelt, dass die Beugung nullte und erste Ordnung am ersten Phasengitter räumlich getrennt auf das zweite Phasengitter fallen. Hier am zweiten Gitter werden für beide Strahlen die erste Beugungsordnung genutzt, die sich am dritten Gitter überlagern.

#### Rekombination und Interferenz
Die nullte und die erste Beugungsordnung am Gitter der dritten stehenden Lichtwelle überlagern sich kohärent. Die Interferenzen wurden durch Verschieben des dritten Gitters und Beobachtung der Intensitäten abwechselnd in den beiden austretenden Strahlen des ausgewählten Interferometers im Fernfeld nachgewiesen. Die Strahlen nehmen im realen Raum deutlich unterschiedliche Wege. Das Interferenzmuster hängt von der akkumulierten Phasendifferenz zwischen den beiden Wegen ab.
Die beiden Ausgänge des Atominterferometers zeigen komplementäre Intensitätsschwankungen. Dies ist eine Folge der Teilchenerhaltung.

#### Anwendungen
Die beiden kohärenten atomaren Wellenpakete breiten sich auf unterschiedlichen Wegen aus und akkumulieren unterschiedliche Phasen. Die einfache Manipulation von Phase, Intensität und Polarisation der stehenden Lichtwelle ermöglicht neuartige Untersuchungen der atomaren Kohärenzeigenschaften. Die akkumulierte Phase reagiert empfindlich auf äußere Kräfte wie Schwerkraft oder Beschleunigung, was Atominterferometer zu hochempfindlichen Trägheitssensoren macht.
Atominterferometer werden für Präzisionsmessungen der Gravitationsbeschleunigung, der Drehgeschwindigkeit und anderer Trägheitskräfte eingesetzt. Sie werden auch für Tests in der Grundlagenphysik verwendet, einschließlich Experimenten zum Äquivalenzprinzip und der Suche nach Verletzungen des allgemeinen Relativitätsprinzips.
Zusammenfassend lässt sich sagen, dass Atominterferometer den Welle-Teilchen-Dualismus der Atome ausnutzen, um Interferenzmuster zu erzeugen, die sehr empfindlich auf äußere Kräfte reagieren. Sie werden für Präzisionsmessungen und Experimente in der Grundlagenphysik eingesetzt.

### Ramsey-Bordé-Atominterferometer

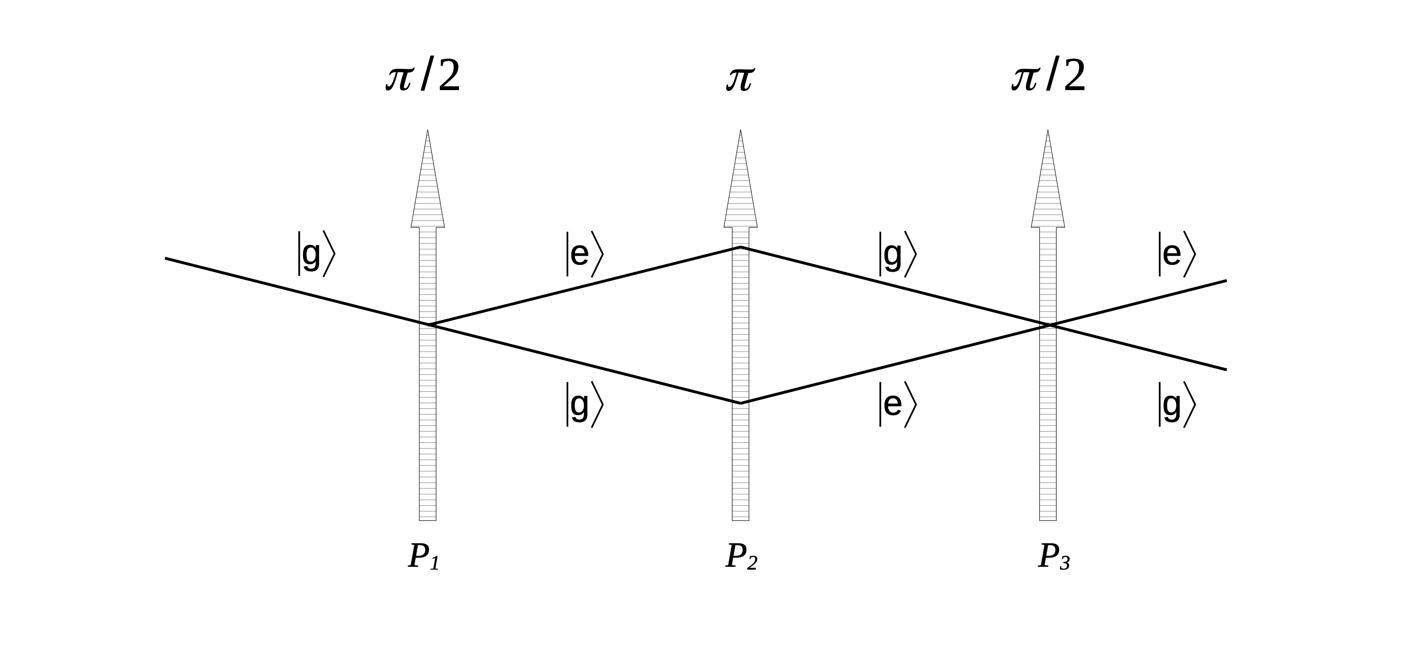
Ramsey-Bordé-Atominterferometer mit drei räumlich getrennten Laserpulsen, die mit Materiewellen wechselwirken

Ein Ramsey-Bordé-Atominterferometer ist ein hochempfindliches Instrument, das die Interferenz von Materiewellen zur präzisen Messung physikalischer Größen nutzt. Das Prinzip beruht auf der Wechselwirkung von Atomstrahlen mit Laserstrahlen. Dabei werden Energie und Impuls auf das Atom übertragen. Das Interferometer nutzt eine Abfolge von drei Laserpulsen, um die Atome in verschiedene Quantenzustände zu versetzen, ihre Bahnen zu trennen und wieder zu überlagern. Abhängig von der Phasendifferenz {\displaystyle \Delta \varphi } der beiden Teilwellen ändert sich die Amplitude der überlagerten Materiewellen sinusförmig.

#### Gekühlte Atome in einer magneto-optischen Falle als Quelle
Eine breite Geschwindigkeitsverteilung der Kalziumatome im thermischen Atomstrahl führt zu einem breiten de-Broglie-Wellenlängenspektrum. Aus diesem Grund wird die Geschwindigkeitsbreite der atomaren Ensembles durch Laserkühlmethoden eingeschränkt. Dazu werden die Atome in einer magneto-optischen Falle auf Temperaturen von 3 mK und 20 μK gekühlt und gespeichert. Die Quelle liefert 40Ca-Atome mit der wahrscheinlichsten Geschwindigkeit v = (2kBT/m)½ von v (3 mK) = 1,12 m/s bzw. v (20 μK) = 9,1 cm/s. Dies entspricht einer de-Broglie-Wellenlänge λdB = h/mv von λdB (3 mK) = 8,9 nm bzw. λdB (20 μK) = 109 nm.
Anschließend wird die Falle abgeschaltet und die frei fallende Wolke kalter Atome in das Interferometer geleitet, wo sie mit gepulsten Lichtfeldern wechselwirkt, die als Strahlteiler dienen. Die horizontale Achse in der Abbildung rechts stellt somit eine zeitliche Koordinate dar.

#### Aufspaltung der Materiewellen
Ramsey-Bordé-Atominterferometer nutzen Laserpulse der Wellenlänge λL = 657 nm, die mit der 1S0 –  3P1 Interkombinationslinie von Calcium in Resonanz stehen, als Strahlteiler und Spiegel für Materiewellen. Bei der Anregung eines Calciumatoms wird sowohl Energie als auch Impuls auf das Atom übertragen. Die Wechselwirkungsstärke kann so eingestellt werden, dass sich das Atom nach der Wechselwirkung in einer Überlagerung seines Grundzustands |g〉und eines angeregten Zustands |e〉befindet. Der angeregte Zustand übernimmt dabei den Impuls {\displaystyle \hbar }k des absorbierten Photons, wobei k der Wellenvektor 2π/λL des Lichtfeldes ist. Bei einer stimulierten Emission wird entsprechend der Impuls eines ursprünglich angeregten Atoms beeinflusst. Im einfachsten Fall handelt es sich bei der Wechselwirkung um eine Ein-Photonen-Anregung des Atoms in einen langlebigen angeregten Zustand. Die Atome in den beiden Ausgängen befinden sich in unterschiedlichen Zuständen, wodurch die Beugungen nullter und erster Ordnung klar voneinander getrennt werden.

#### Wellenausbreitung und Phasenakkumulation
Im Zeitbereich hängt die Entwicklung der Phase {\displaystyle \Delta \varPhi } der atomaren Wellenfunktion von der Energie des Teilchens ab. Entsprechend der Schrödingergleichung ergibt sich
{\displaystyle \Delta \varPhi ={\frac {1}{\hbar }}\int \Delta U(t){\text{d}}t}
In einem Atominterferometer hängt die Energie U der beiden Teilwellen von der Wechselwirkung mit externen Potentialen ab.
Im Atominterferometer werden die einfallenden Atome am ersten Laserpuls P1 gebeugt. Im dargestellten Interferometer fungieren der erste und der letzte Laserpuls P1 und P3 als sogenannte π/2-Pulse. Atome, die zu Beginn im Grundzustand sind und in Wechselwirkung treten, gelangen nach der Wechselwirkung in eine Überlagerung aus Grundzustand und angeregtem Zustand, wobei die beiden Teilwellen die gleiche Amplitude haben. Wenn die Wechselwirkungszeit verlängert oder die Leistung des Pulses erhöht wird, erzeugt man einen π-Puls, der das Atom entweder aus dem Grundzustand in den angeregten Zustand überführt oder umgekehrt. In diesem Fall agiert der Puls P2 als Spiegel anstelle eines Strahlteilers. Der π-Puls wird in der Mittelzone des Interferometers verwendet. In beiden Armen des Interferometers verbringen die Atome dieselbe Zeit sowohl im Grundzustand |g〉als auch im angeregten Zustand |e. Die Phasenverschiebung gemäß obiger Gleichung ist daher für beide Teilwellen identisch, und ihre Phasendifferenz wird ausschließlich durch die räumlichen Phasen {\displaystyle \varPhi _{i}} der Laser in den drei Wechselwirkungen i = 1, 2, 3 bestimmt, was zur Differenz
{\displaystyle \Delta \varPhi =\varPhi _{1}-2\varPhi _{2}+\varPhi _{3}}
führt. Der räumliche Aufbau des Experiments optimiert die empfindliche Messung der Phasendifferenz durch Beschleunigungen und Rotationen.

#### Anwendungen
Das Ramsey-Bordé-Atominterferometer eignet sich für Präzisionsmessungen von
- der Erdbeschleunigung g[25]
- dem Gradienten der Erdbeschleunigung[25]
- den Rotationen mit Hilfe des Sagnac-Effekts[25][11].
- dem Äquivalenzprinzip als Grundlage der Allgemeinen Relativitätstheorie durch Messung des Eötvös-Parameters η = Δ a/⟨a⟩[26]
- der statischen und dynamischen Polarisierbarkeit von Atomen[27].
- der topologischen Phasenverschiebung der Aharonov-Casher-Phase. Hier zeigt ein elektrisch neutrales Teilchen mit einem nicht verschwindenden magnetischen Dipolmoment einen physikalischen Effekt aufgrund eines elektromagnetischen Feldes, obwohl keine Kraft auf das Teilchen wirkt[28].
- der Feinstrukturkonstanten α[29].

Die starke Abhängigkeit der interferometrischen Geometrie von der Laserfrequenz und die Empfindlichkeit für die Frequenz des atomaren Übergangs machen das Ramsey-Bordé-Atominterferometer zu einem optischen Frequenznormal.

### Fontänen-Interferometer
Ein Fontänen-Interferometer basiert im Prinzip auf dem Mach-Zehnder-Interferometer. Eine Atomwolke wird in eine Superposition von zwei Impulszuständen gebracht, die dann unterschiedlich beschleunigt werden. Da sie sich im Schwerefeld der Erde befinden, durchlaufen die beiden Wellenpakete unterschiedlich hohe Parabelbahnen. Am Scheitelpunkt werden die beiden Impulse vertauscht, sodass die Strahlen gleichzeitig wieder auf Abschusshöhe auftreffen und dort interferieren. Das beobachtbare Interferenzbild gibt Aufschluss über die Phasenverschiebung durch Effekte wie unterschiedliche Gravitation, Erdrotation oder Raumzeitkrümmung.
Der gesamte Aufbau kann bis zu 10 Meter hoch sein, trotzdem sind die Strahlen meist nur wenige Millimeter voneinander entfernt.
Die verwendeten Atome, meist Alkalimetalle, werden bis knapp über den absoluten Nullpunkt gekühlt. Außerdem wird heute meist ein Bose-Einstein-Kondensat verwendet.

#### Erzeugung der Superposition
Um die Interferenz beobachten zu können, müssen die Atome in eine Superposition zweier Impulszustände gebracht werden (Strahlteilung). Dazu werden die Atome mit zwei antiparallelen Laserpulsen mit dem Wellenvektor {\displaystyle k} und Impuls {\displaystyle \hbar k} beschossen, die gerade die Anregungsenergie der Atome haben. Absorbiert nun ein Atom ein Photon, so wird es nicht nur angeregt, sondern übernimmt auch den Impuls {\displaystyle \hbar k} des Photons, bewegt sich also in die Richtung des entsprechenden Lasers. Koppelt das angeregte Atom nun mit einem anderen Photon, kommt es zur stimulierten Emission, und es wird wieder ein Photon mit dem Impuls {\displaystyle \hbar k} emittiert. Danach hat das Atom einen Impuls von {\displaystyle 0} oder {\displaystyle 2\hbar k}.
Der Übergang in den angeregten Zustand erfordert jedoch einen Drehimpulsübergang. Durch rechts- bzw. linkshändige Polarisation des Laserlichts kann ein Laser für die Anregung und ein Laser für die stimulierte Emission verwendet werden. Dabei werden die Atome nur in eine Richtung beschleunigt.
Aufgrund der Dopplerverschiebung „sehen“ die bewegten Atome eine leicht verschobene Laserfrequenz, die nicht mehr genau der Anregungsfrequenz entspricht. Um dies zu korrigieren, hat der zweite Laser eine etwas niedrigere Frequenz.
Spontane Emission findet auf einer viel größeren Zeitskala statt als die stimulierte Emission und kann daher hier weitgehend vernachlässigt werden. Auch Mehrfachanregungen der Atome werden stark unterdrückt, da durch die Dopplerverschiebung die Laserfrequenz für eine zweite Anregung zu hoch ist.
Durch die Einstellung von Dauer und Intensität des Laserpulses lässt sich genau die Hälfte der Atome auf einen Impuls {\displaystyle 2\hbar k} beschleunigen, während die andere Hälfte in Ruhe verbleibt. Dieser Laserpuls wird wegen der Entsprechung einer Drehung auf der Bloch-Kugel als {\displaystyle \pi /2}-Puls bezeichnet und fungiert als Strahlteiler.

#### Impulsmanipulation
Wegen der Dopplerverschiebung ist es nun möglich, die beiden Impulszustände getrennt zu beschleunigen. Dies geschieht durch mehrere Laserpulse, die nun allerdings so stark sind, dass fast alle Atome beschleunigt werden ({\displaystyle \pi }-Pulse). Dadurch wird die gewünschte Flugbahn erreicht.
Damit die beiden Wellenpakete am Abschusspunkt wieder in Phase sind, befindet sich am Scheitelpunkt der Flugbahn ein „Spiegel“. Wieder wird unter Ausnutzung der Dopplerverschiebung durch {\displaystyle \pi }-Pulse der Impuls des höheren Wellenpakets verringert und der des niedrigeren erhöht.
Wie bei der Erzeugung der Superposition befindet sich am Ende der Parabelbahn wieder ein Strahlteiler, hinter dem die beiden Strahlen dann interferieren.

## Geschichte
Die Trennung von Materiewellen kompletter Atome wurde 1929 das erste Mal beobachtet von Estermann und Stern, als Wasserstoffmolekül- und Helium-Strahlen an einer Oberfläche von Lithiumfluorid gebeugt wurden. Die ersten berichteten modernen Atominterferometer waren 1991 ein Doppelspaltexperiment nach Young mit metastabilen Helium-Atomen und einem mikrostrukturierten Doppelspalt von Carnal und Mlynek und ein Interferometer mit drei mikrostrukturierten Beugungsgittern und Natrium-Atomen in der Gruppe um Pritchard beim MIT. Kurz danach wurde bei der Physikalisch-Technischen Bundesanstalt (PTB) festgestellt, dass ein optisches Ramsey-Spektrometer, welches üblicherweise in Atomuhren verwendet wird, auch als Atominterferometer verwendet werden kann. Die größte räumliche Trennung zwischen Paketen von Partialwellen von 54 cm wurde mittels Laserkühlung und stimulierten Raman-Übergängen durch Chu und Mitarbeiter in Stanford erzielt.

## Anwendungen
Atominterferometrie ist ein relativ neues und sich schnell entwickelndes Gebiet. Man hofft, zahlreiche Naturkonstanten wie die Gravitationskonstante und Feinstrukturkonstante präziser bestimmen zu können als dies mit herkömmlichen Methoden realisierbar ist.
Durch die Reaktion auf bereits kleine Beschleunigungsunterschiede lassen sich auch Rotationen wie beispielsweise durch die Corioliskraft oder Gravitation messen.
Außerdem lassen sich fundamentale Theorien der modernen Physik überprüfen, wie die allgemeine Relativitätstheorie. Dies geschieht zum Beispiel durch die Vermessung der gravitativen Rotverschiebung durch die unterschiedlichen Bahnen der Wellenpakete im Gravitationspotential der Erde. Auch viele nicht etablierte Theorien lassen sich durch Atominterferometrie überprüfen, wie beispielsweise Theorien für Dunkle Materie oder Quantengravitation.